# Edwin Landseer

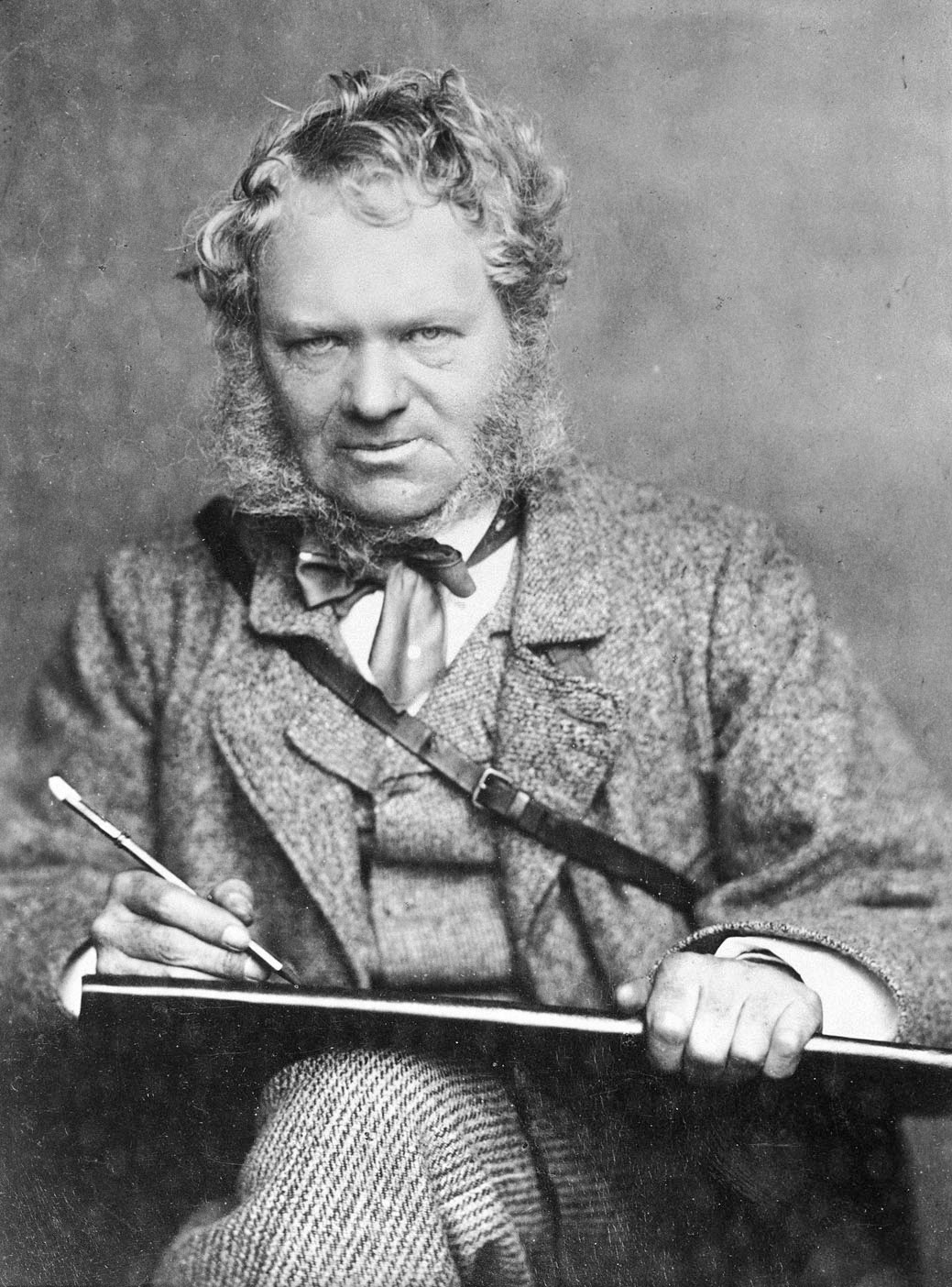
Portret van Edwin Landseer door Watkins, 1870, Royal Collection

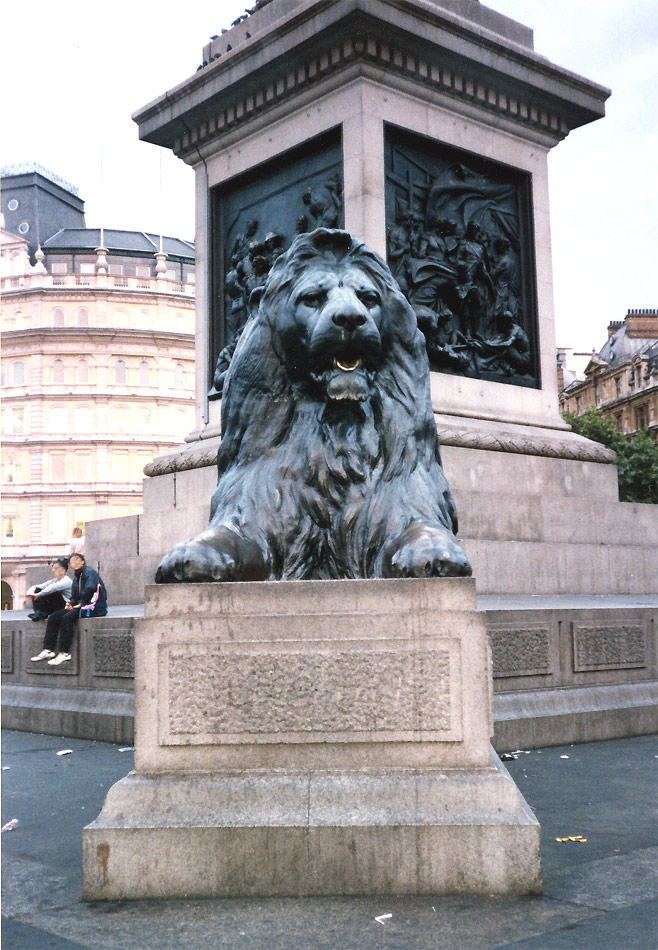
Een van de leeuwen op Trafalgar Square, 1867, Londen

Sir Edwin Henry Landseer (Londen, 7 maart 1802 - aldaar, 1 oktober 1873) was een Engels kunstschilder, etser en beeldhouwer. Hij was gespecialiseerd in het schilderen van dieren, met name paarden, honden en herten, maar vervaardigde ook portretten, onder andere van Sir Walter Scott, en historiestukken. Als beeldhouwer is hij vooral bekend van de befaamde leeuwen aan de voet van Nelson's Column op het Londense Trafalgar Square, die in 1867 werden onthuld.

## Leven en werk
Landseer was een zoon van de graveur en schrijver John Landseer (1769-1852) en werd in zijn jeugd beschouwd als een wonderkind. Hij studeerde bij zijn vader en bij de historieschilder Benjamin Haydon. Op 13-jarige leeftijd exposeerde hij zijn eerste werken bij de Royal Academy of Arts.
Hij bezocht Schotland op 20-jarige leeftijd en raakte begeesterd door het landschap, dat hij herhaaldelijk weergaf in zijn dierenportretten. Zeer befaamd werd zijn schilderij Monarch of the Glen (1851).
Toen hij 24 was, werd Landseer gekozen tot geassocieerd lid van de academie en in 1831 tot volledig lid. Hij was een favoriet van koningin Victoria, die hem in 1850 tot ridder verhief; sindsdien mocht hij de titel sir voeren. In 1866 werd hij verkozen tot voorzitter van de academie, maar hij bedankte voor de eer.
Landseers werk bereikte een grote populariteit in brede kring en veel van zijn werken vonden in de vorm van etsen en lithografieën hun weg naar de muren van talloze huishoudens.
De kunstenaar kreeg al op vrij jonge leeftijd te kampen met psychische problemen, waar hij de rest van zijn leven mee zou worstelen. Hij leed aan zware depressies, op latere leeftijd verhevigd door alcohol- en drugsgebruik. Hij bleef echter steeds doorwerken. Kort voor zijn dood, in 1872, liet zijn familie hem krankzinnig verklaren.
Landseer overleed in St John's Wood in Londen en werd met grote eer bijgezet in St Paul's Cathedral.
De Landseer ECT, ook wel Landseer E.C.T., is een wit-zwart hondenras dat naar Edwin Landseer werd genoemd.

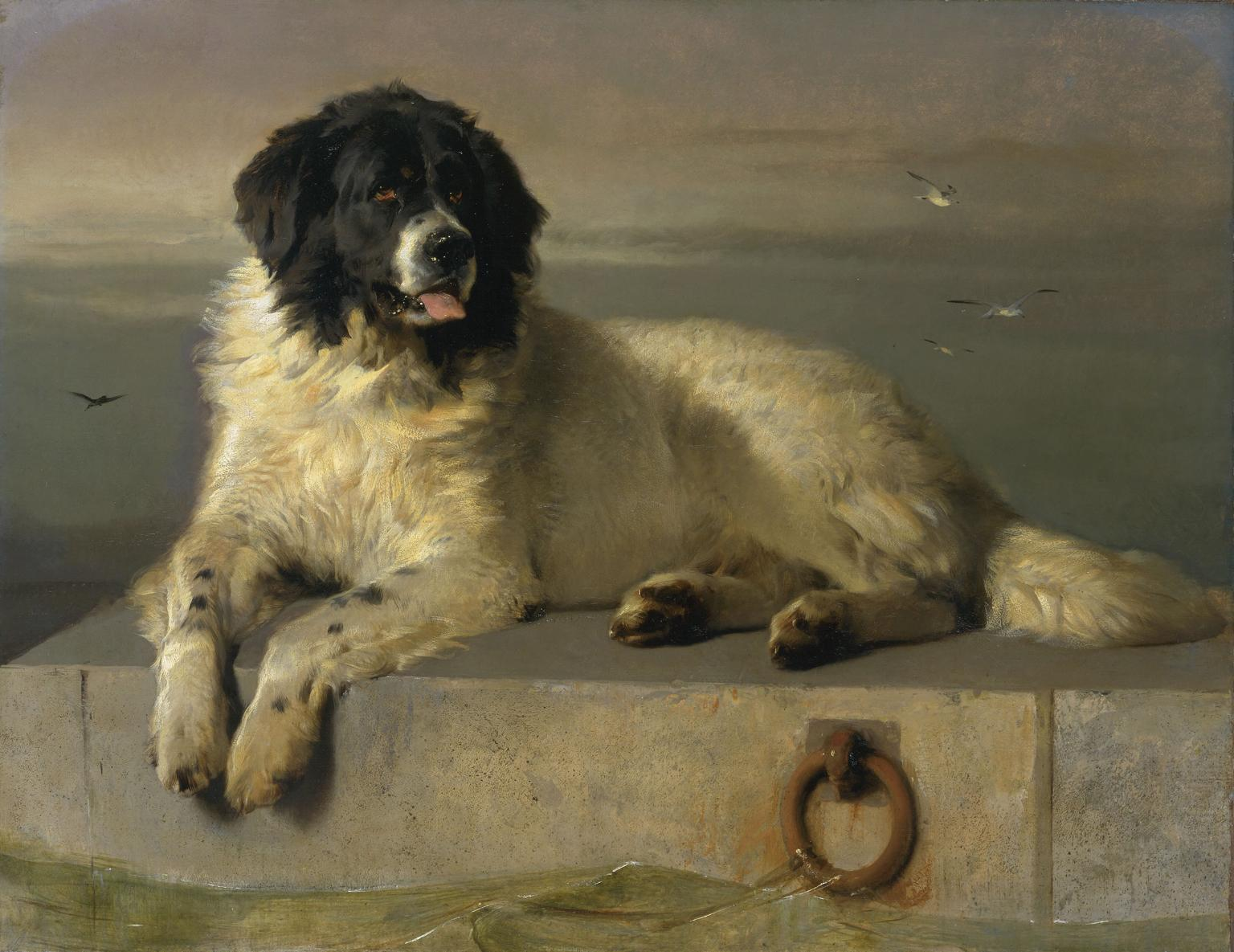
A Distinguished Member of the Humane Society, 1831, Tate Britain, Londen
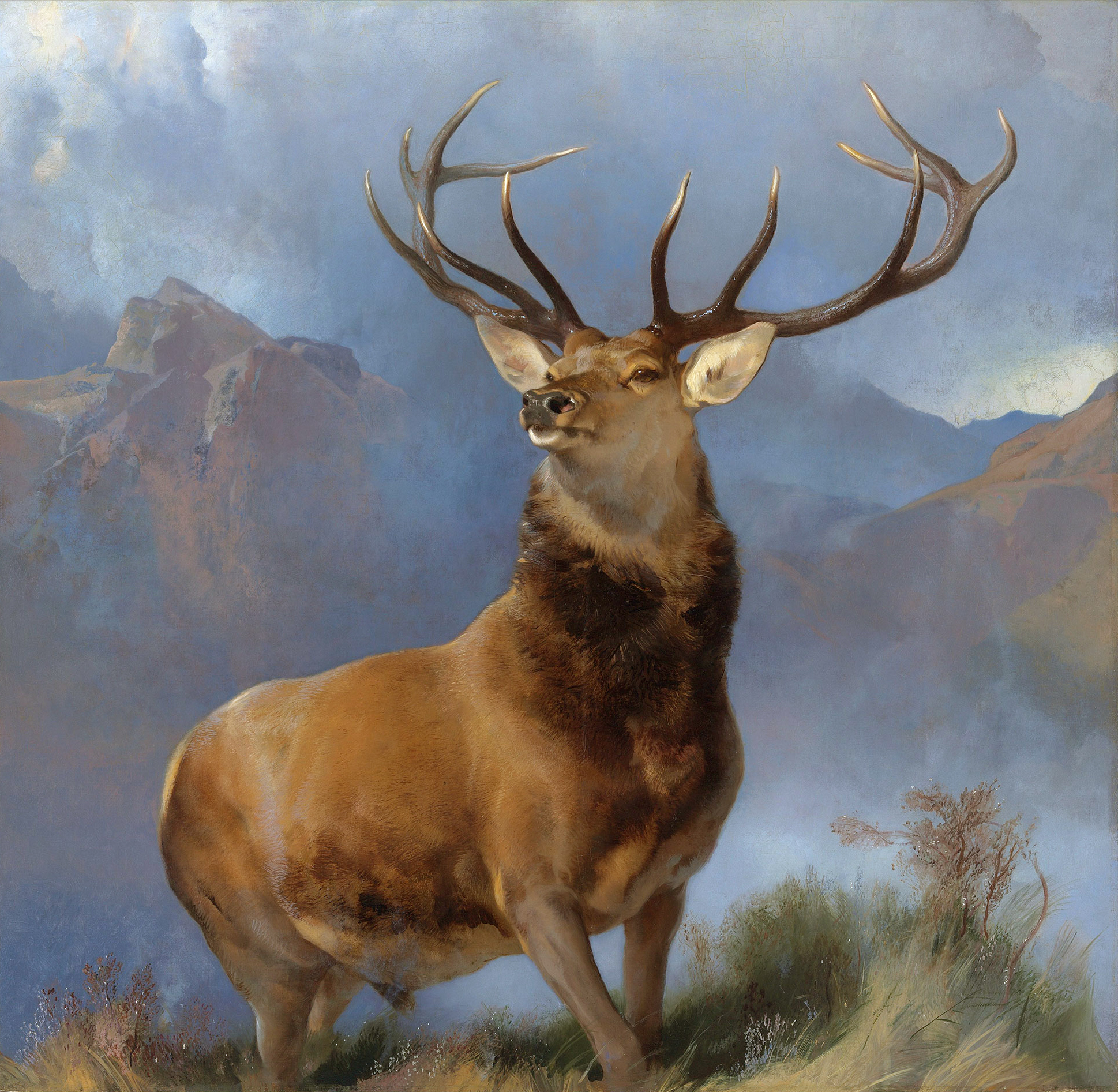
The Monarch of the Glen, 1849-1851, National Galleries of Scotland, Edinburgh